# NGC 1028

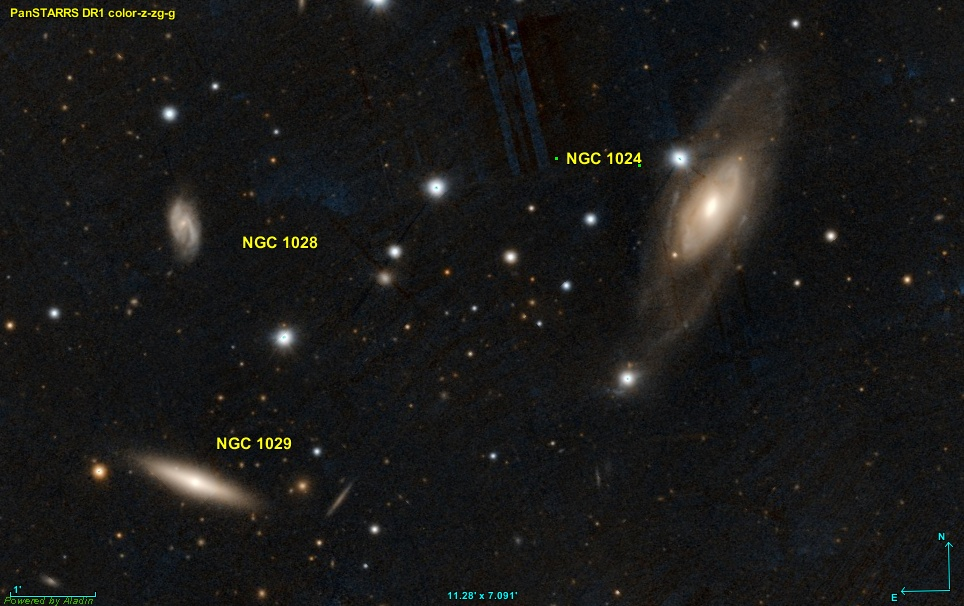
Deux des galaxies du groupe de NGC 1024, NGC 1024 et NGC 1029 et la galaxie NGC 1028.

NGC 1028 est une galaxie spirale barrée située dans la constellation du Bélier. NGC 1028 a été découverte par l'astronome allemand Albert Marth en 1864.

## Caractéristiques
Sa vitesse par rapport au fond diffus cosmologique est de 8 366 ± 27 km/s, ce qui correspond à une distance de Hubble de 123,4 ± 8,7 Mpc (∼402 millions d'al).
À ce jour, trois mesures non basées sur le décalage vers le rouge (redshift) donnent une distance de 77,933 ± 4,682 Mpc (∼254 millions d'al), ce qui est loin à l'extérieur des valeurs de la distance de Hubble. Notons que c'est avec la valeur moyenne des mesures indépendantes, lorsqu'elles existent, que la base de données NASA/IPAC calcule le diamètre d'une galaxie et qu'en conséquence le diamètre de NGC 1028 pourrait être d'environ 28,7 kpc (∼93 600 al) si on utilisait la distance de Hubble pour le calculer.
NGC 1028 présente une large raie HI.

## Supernova
La supernova SN 2009M a été découverte dans NGC 1028 le  20 janvier par l'astronome amateur britannique Ron Arbour. Le type de cette supernova n'a pas été déterminé.